# 함안 악양루

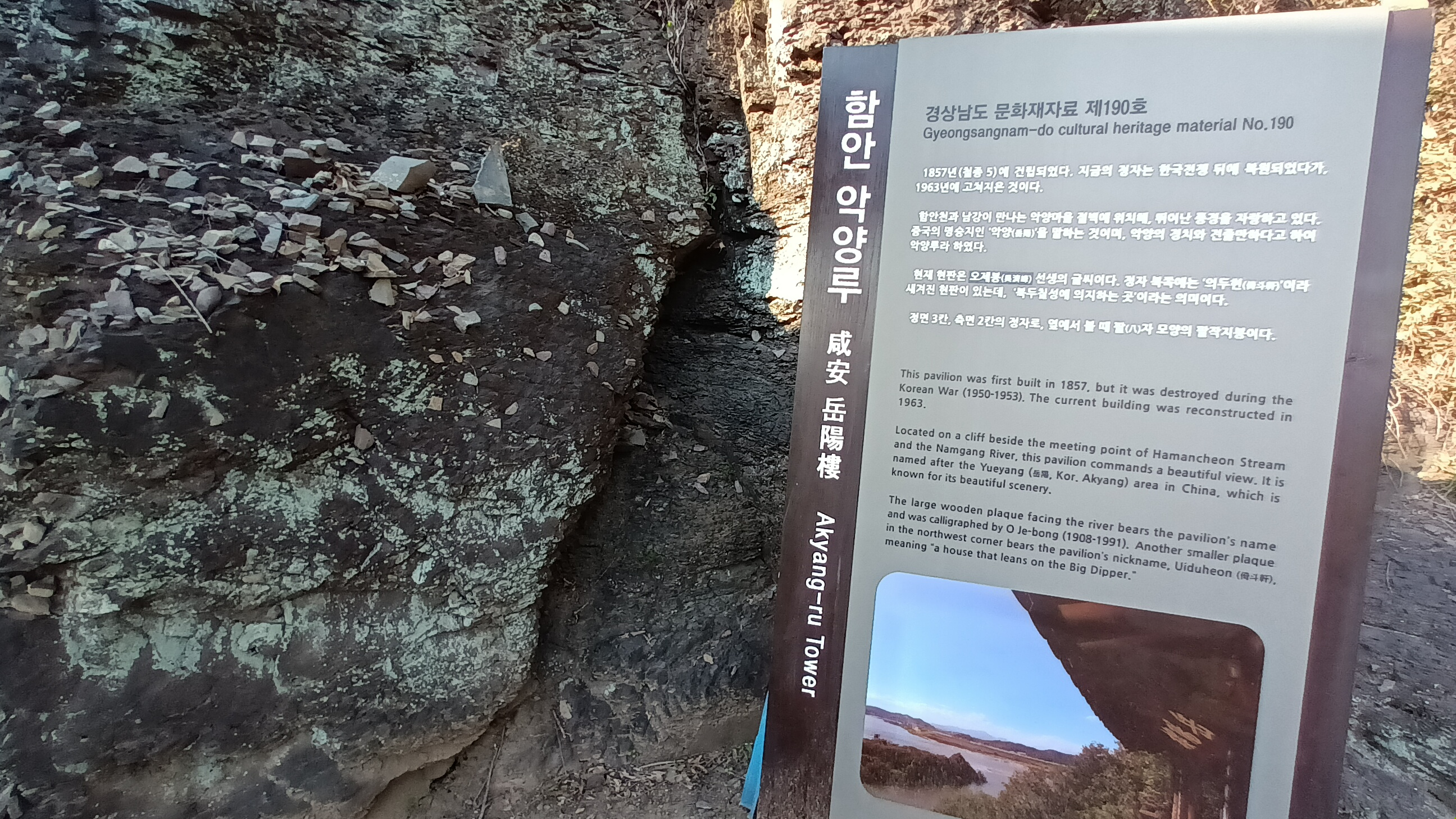
함안 악양루

함안 악양루(咸安 岳陽樓)는 대한민국 경상남도 함안군 대산면 서촌리, 악양 마을 북쪽 경상 누층군 함안층 절벽 위에 있는 정자이다.
1992년 10월 21일 경상남도의 문화재자료 제190호 악양루으로 지정되었다가, 2018년 12월 20일 현재의 명칭으로 변경되었다.

## 개요
악양 마을 북쪽 절벽에 있는 정자로, 조선 철종 8년(1857)에 세운 것이라 한다. 악양루는 전망이 아주 좋은 곳에 자리잡고 있는데, 정자 아래로는 남강이 흐르고, 앞으로는 넓은 들판과 법수면의 제방이 한눈에 들어온다.
한국전쟁 이후에 복원하였으며, 1963년에 고쳐 지어 오늘에 이르고 있다. 앞면 3칸·옆면 2칸 규모의 건물로, 지붕은 옆면에서 볼 때 여덟 팔(八)자 모양인 팔작지붕이다.
정자의 이름은 중국의 명승지인 ‘악양루’의 이름을 따서 지었다고 전한다. 옛날에는 '기두헌'이라는 현판이 있었다고 하나, 지금은 청남 오재봉이 쓴 '악양루(岳陽樓)'라는 현판만 남아 있다.
대법로 도로변의 악양루가든(대산면 대법로 331)이나 근처의 처녀뱃사공노래비(대산면 서촌리)에 차를 주차한 후 함안천 하천변을 따라 난 산책로를 따라 악양루로 갈 수 있다.

### 경상 누층군함안층

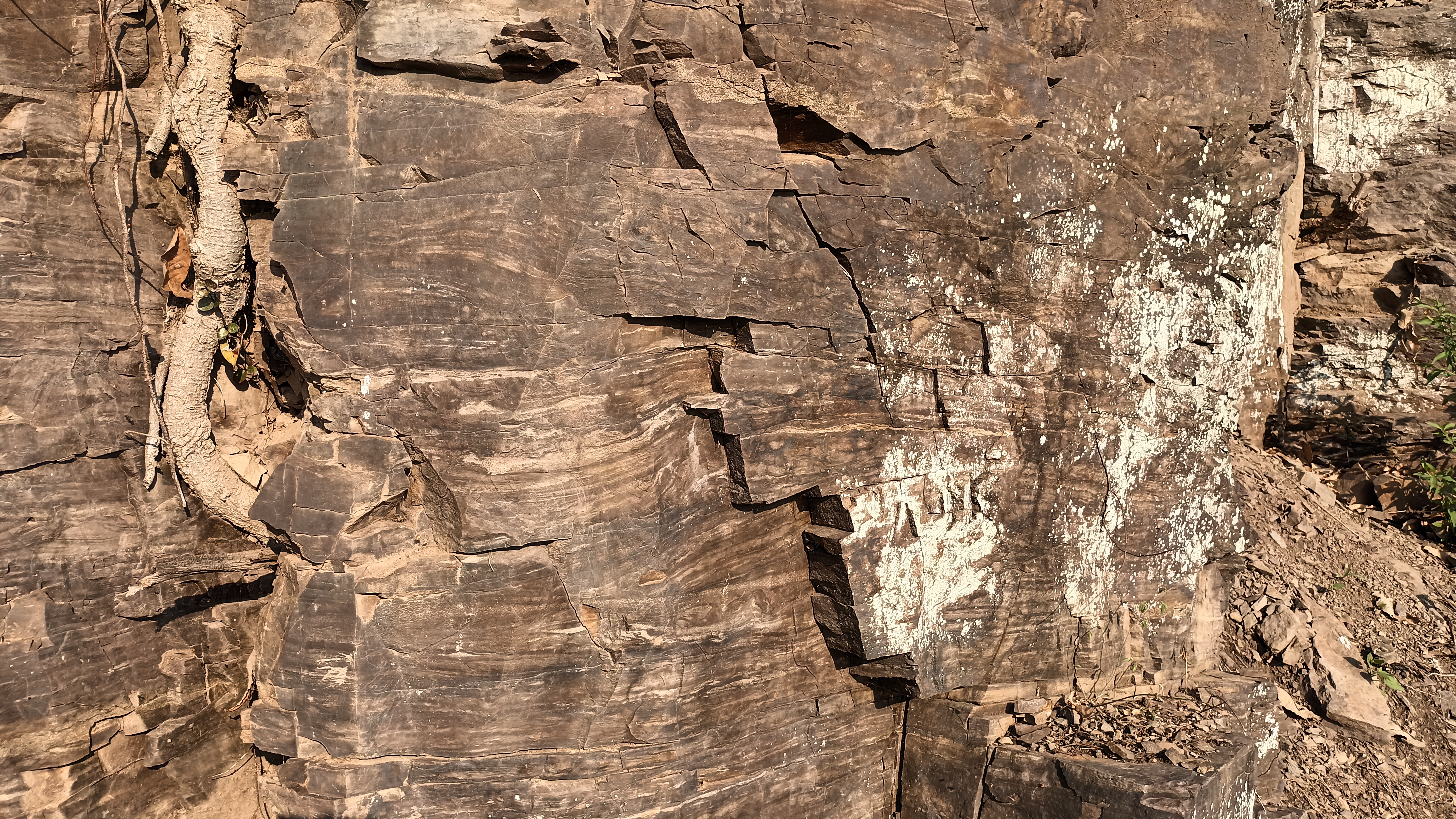
함안 악양루의 함안층 노두

악양루와 산책로 주변에서는 중생대 백악기에 형성된 경상 누층군 함안층의 암석을 자세히 관찰할 수 있다.

## 참고 문헌
- 함안 악양루 - 국가유산청 국가유산포털